# The Big Country
The Big Country is een Amerikaanse film uit 1958 van William Wyler met in de hoofdrollen Gregory Peck, Charlton Heston en Jean Simmons.
De film is gebaseerd op de westernroman Ambush at Blanco Canyon van Donald Hamilton die in afleveringen verscheen in de Saturday Evening Post. De film zette de trend voor een nieuwe ontwikkeling in de western, de pacifistische western.
The Big Country was een succes in de bioscopen en bracht uiteindelijk 5 miljoen dollar op. De film was echter nogal kostbaar in de productie, het budget liep op tot 4 miljoen dollar. Het was de favoriete film van president Eisenhower die de film tijdens zijn tweede ambtstermijn vier keer liet draaien in het Witte Huis. Burl Ives kreeg een Oscar en een Golden Globe voor zijn rol in de categorie Beste acteur in een mannelijke bijrol.

## Verhaal
Vlak bij het stadje San Rafael, Californië, ligt de enorme Ladderranch van majoor Terrill. Terrill heeft een vete met zijn buurman Rufus Hannassey, eigenaar van een kleinere ranch, Blanco Canyon. De ruzie gaat voornamelijk over het water. De enige waterbron is de Big Muddy, een rivier die door de gelijknamige ranch loopt en het eigendom is van schooljuffrouw Julie Maragon. Maragon weigert de ranch met de rivier te verkopen aan Terrill, terwijl ze tegelijkertijd Hannassey en Terrill toestemming geeft de rivier te gebruiken. Dan arriveert James McKay, een voormalige zeekapitein. McKay, die schatrijk is, wil zich verloven met Patricia, de dochter van Terrill. De ruwe cowboys op de ranch zien McKay als een watje uit het oosten en proberen hem te vernederen. Zowel de voorman van de Ladderranch, Steve Leech als de zoon van Rufus, Buck Hannassey, proberen de nieuwkomer aan te pakken. McKay die ooit zijn vader heeft verloren in een zinloos duel, weigert in te gaan op provocaties. Als Leech hem vraagt een onhandelbaar paard te berijden, gaat McKay.niet op deze provocatie in. Iedereen is er nu van overtuigd dat McKay een lafaard is. Als de mannen van Terrill op weg gaan naar Blanco Canyon om Buck aan te pakken, blijft McKay op de ranch. Zonder dat iemand het ziet, bestijgt hij het onhandelbare paard en weet het dier te temmen. Niet lang daarna gaat McKay op weg naar de rivier Big Muddy met alleen een kompas en een kaart. Vervolgens rijdt hij naar Julie Maragon en haalt haar over de ranch en de rivier aan hem te verkopen, onder de voorwaarde dat het water voor iedereen is. Leech en een paar mannen zijn intussen op zoek naar McKay in de veronderstelling dat hij verdwaald is. Als McKay zegt dat er geen gevaar was, noemt Leech hem een leugenaar. Weer gaat McKay niet in op de provocatie. Patricia is nu zo woedend over de lafheid van McKay dat ze de verloving verbreekt. De volgende morgen vroeg, als niemand het ziet, spreekt McKay Leech alsnog aan. Beide mannen vechten en doen niet voor elkaar onder. Leech heeft nu meer respect voor McKay. Intussen loopt de ruzie tussen de Ladderrach en Blanco Canyon hoog op. Terrill laat Leech het vee van Hannassey verdrijven van de rivier. Op zijn beurt kidnapt Rufus Hannassey Julie en gebruikt haar als lokaas om Terrill in een hinderlaag te laten lopen. Buck Hannassey probeert Julie te verkrachten maar zijn vader houdt hem tegen. McKay probeert te bemiddelen en belooft de Hannasseys vrije toegang tot het water. Buck die McKay nog altijd als een lafaard ziet, valt hem aan en ze bevechten elkaar. Als Buck zijn revolver trekt, wordt hij tegengehouden omdat McKay geen wapen heeft. Buck daagt McKay uit tot een duel. Voordat beide mannen de voorgeschreven tien passen hebben gezet, draait Buck zich om en schiet op McKay, die een schampschot op zijn hoofd oploopt. Als McKay zijn revolver heft, smeekt Buck om zijn leven. McKay schiet in de grond en Rufus spuugt op de lafheid van zijn zoon. Als McKay met Julie wil vertrekken, pakt Buck een wapen en richt op het paar. Hij wordt vervolgens door zijn eigen vader doodgeschoten. Ondertussen zijn Terrill en Leech in de hinderlaag bij Blanco Canyon gelopen. Rufus beveelt zijn mannen om te stoppen met schieten en daagt Terrill uit tot een duel. Even later liggen beide mannen dood op de grond, ze hebben elkaar geraakt. McKay rijdt met Julie weg van Blanco Canyon.

## Rolverdeling
| Acteur           | Personage           |
| ---------------- | ------------------- |
| Gregory Peck     | James McKay         |
| Jean Simmons     | Julie Maragon       |
| Carroll Baker    | Patricia Terrill    |
| Charlton Heston  | Steeve Leech        |
| Burl Ives        | Rufus Hannassey     |
| Charles Bickford | Major Henry Terrill |
| Alfonso Bedoya   | Ramón Guiteras      |
| Chuck Connors    | Buck Hannassey      |

## Achtergrond

### Scenario
William Wyler zocht al jaren een manier om zich te bevrijden van de invloed van de Hollywoodstudio's op zijn films. Hoewel die invloed in de jaren vijftig behoorlijk was afgenomen, waren het nog altijd de studio's die de macht in handen hadden. Wyler besloot een productiebedrijf op te zetten met zijn goede vriend Gregory Peck. Als uitgangspunt voor hun eerste film nam Wyler het verhaal Ambush at Blanco Canyon van Donald Hamilton, dat in afleveringen was verschenen in de Saturday Evening Post. Wyler zag in het verhaal een allegorie van de koude oorlog. Het moest een epische film worden over de weigering van een man om zich aan te passen aan de meedogenloze erecode van het Wilde Westen. Ongemerkt zette Wyler hierbij een nieuwe trend in de western, de pacifistische western. De weigering van het hoofdpersonage om geweld te gebruiken als hij wordt geprovoceerd vormt het centrale thema van The Big Country. Het bleek echter niet zo eenvoudig om het simpele westernverhaal van Hamilton om te zetten in een scenario dat recht deed aan de ideeën van Wyler. Scenarist Jessamyn West, die al eerder met Wyler had gewerkt ( The Friendly Persuasion (1956) werd aangetrokken. Hij was de eerste van zeven schrijvers die aan het scenario werkte. Uiteindelijk schreef Robert Wilder de definitieve versie, maar zowel Wyler als Peck waren niet tevreden. Maar het geld begon op te raken en er moest snel begonnen worden met de productie. Actrice Jean Simmons zou later klagen dat Wyler herhaaldelijk kwam met nieuwe teksten, soms wel twee, drie keer per dag kregen de acteurs nieuwe versies van de dialogen.

### Acteurs
Gregory Peck was de logische keuze voor de rol van James McKay. In A Talent for Trouble, de biografie van William Wyler van James Herman, vertelde Peck dat hij zelf een kenner was van vee. Hij had indertijd vee op een grasland in Santa Barbara en leerde hoe hij koeien moest opdrijven, de dieren vangen en brandmerken. Peck wilde graag Charlton Heston voor de rol van voorman Steve Leech. Heston las het scenario en vond dat zijn rol niet groot genoeg was. Zijn agent haalde hem echter over toch Leech te spelen, al was het alleen maar vanwege de kans te werken met grootheden als Gregory Peck en William Wyler. Voor de rol van stalknecht op de Ladderranch werd Alfonso Bedoya gekozen. Bedoya was een alcoholist en de drank had zijn gezondheid ondermijnd. Hij overleed een maand na de opnames op 53-jarige leeftijd.

### Productie
De film werd opgenomen op diverse locaties. De scènes die speelden in Blanco Canyon werd geschoten in Red Rock Canyon State Park, Californië. De ranch en de veldscènes in de Sierra Foothills, vlak bij de stad Farmington. Californië. Andere locaties waren Canyon de Chelly National Monument, Chinle, Arizona, Marysville, Californië, Mojave Desert, Californië, en Stockton, Californië. Ook werden er opnames gemaakt op het buitenterrein van de Samuel Goldwyn Studios in Los Angeles, waar een van de grootste sets ooit werd gebouwd, een reproductie van het hoofdgebouw van de Ladderranch, Terrill Mansion. De opnames verliepen overigens niet naar wens. Eerst kreeg William Wyler last van strottehoofdontsteking, waardoor de opnames verschillende dagen still lagen. Daarna kregen Wyler en Peck hevige ruzies over de opnames. Op gegeven moment was Peck zo woest dat hij van de set liep en Wyler tegen journalisten verklaarden dat hij nog voor geen miljoen dollar nog een film met Peck zou maken. Uiteindelijk waren Peck en Wyler professioneel genoeg de opnames af te maken, maar hun vriendschap was voorbij. Wyler had ook ruzie met acteur Charles Bickford die hij nog kende van de opnames van Hell's Heroes (1930) waarbij beide mannen elkaar zelfs fysiek te lijf waren gegaan. Bickford werd steeds humeuriger als Wyler de opnames voor de zoveelste keer over liet doen en weigerde zelfs om zijn tekst uit te spreken als die hem niet beviel.
Actrice Jean Simmons raakte psychisch zo uit het evenwicht door alle ruzies dat ze jarenlang weigerde over de film te spreken. Pas veel later zou ze in een interview vertellen dat ze voortdurend nieuwe teksten kreeg van Wyler. Hij en Peck herschreven de dialogen en andere teksten soms wel meerdere keren per dag. Soms kregen de acteurs 's avonds nieuwe teksten en bleven de hele nacht op om die uit hun hoofd te leren. Vervolgens kreeg ze van Wyler in de morgen weer een herschreven tekst. Wyler had nog meer verrassingen in zijn mouw. Zo wilde hij graag natuurlijke reacties van zijn acteurs. In een bepaalde scène moest Charlton Heston zijn tegenspeelster Carroll Baker bij haar polsen grijpen. Van tevoren had hij tegen Heston gezegd het meisje niet los te laten. Tegen Baker zei hij dat ze zich koste wat kost moest los worstelen. Beide acteurs hadden geen weet van de instructie die de ander had ontvangen, met als gevolg dat Baker haar polsen bijna verdraaide en uiteindelijk bijna een zenuwinzinking kreeg. Ze beschuldigde op zeker moment zelfs Heston ervan dat hij haar met opzet pijn deed. Pas toen gaf Wyler toe dat hij de vijftig kilo zwaardere Heston opdracht had gegeven om haar vast te houden. De enige die het goed met Wyler kon vinden was Burl Ives. Hij zei veel te hebben geleerd van Wyler en prees hem omdat de regisseur er alles aan deed om de inspanningen van de acteurs te verhogen. Peck en Wyler legden hun ruzie bij in 1960 toen Wyler een Oscar won voor Ben-Hur.

## Prijzen en nominaties
- Burl Ives ontving zowel een Oscar als een Golden Globe voor in de Categorie Beste Acteur in een bijrol.
- Componist Jerome Moross kreeg een Ocarnominatie voor zijn muziek voor de film.
- William Wyler kreeg een BAFTA-nominatie voor Beste film.